# Regiunea Ashanti
Regiunea Ashanti este una dintre cele 12 unități administrativ-teritoriale de gradul I ale Ghanei. Reședința sa este orașul Kumasi. La rândul ei se divide în 27 districte.